# Team Durham
Team Durham är en student-ledd idrottsförening vid Durhams universitet i Storbritannien. Föreningen bildades 1927. Den tillhör de mest framgångsrika universitetsidrottsföreningarna i Storbritannien och tillhör återkommande de främsta lagen i de tävlingar som British Universities and Colleges Sport arrangerar. Under namnet Durham Palatinates spelar dess damlag i Women's British Basketball League (basket) och Super League (volleyboll). I volleyboll har de (2023) blivit engelska mästare fyra gånger.